# Família Dastacarano
Dastacarano (em armênio: Դաշտակարան; romaniz.: Daštarakan) foi uma família nobre armênia (nacarar) da Antiguidade e Idade Média. Possivelmente existia desde o tempo que a dinastia arsácida (54–428) governou o Reino da Armênia, mas sua primeira menção ocorreu em 505, quando a região era uma província do Império Sassânida. Foi mencionada pela última vez na obra de Sebeos (século VII). Governada o principado de Sacasena, em Otena, que era formado pelos cantões de Sacasena e Tus-Custaque.